# Шкільні похвальна грамота та похвальний лист
Шкільні похвальна грамота та похвальний лист — документи про загальну середню освіту державного зразка, встановлені для морального заохочення учнів (вихованців) загальноосвітнього навчального закладу України.
Похвальною грамотою «За особливі досягнення у вивченні окремих предметів» нагороджуються випускники загальноосвітніх навчальних закладів, які досягли особливих успіхів у вивченні одного чи декількох предметів (з підсумковими оцінками не менше як 12 балів). Насамперед такою нагородою відзначаються переможці міжнародних, ІІІ, IV етапів всеукраїнських конкурсів, олімпіад, змагань.
Похвальним листом «За високі досягнення у навчанні» нагороджуються учні 2-8-х та 10 (11)-х класів загальноосвітніх навчальних закладів усіх типів і форм власності, які мають високі досягнення (10-12 балів) з усіх предметів за відповідний навчальний рік.
Похвальними листами і Похвальними грамотами можуть нагороджуватися учні, які навчаються за індивідуальною формою навчання.
Зразки Похвальної грамоти «За особливі досягнення у вивченні окремих предметів» та Похвального листа «За високі досягнення у навчанні» затверджено постановою Кабінету Міністрів України Перелік документів про загальну середню та професійно-технічну освіту державного зразка і додатків до них, затверджений постановою Кабінету Міністрів України від 22 липня 2015 р. № 645 (Редакція від 05.04.2017) [Архівовано 25 березня 2017 у Wayback Machine.].

## Права загальноосвітнього навчального закладу щодо нагородження учнів
Відповідно до п. 65 Положення про загальноосвітній навчальний заклад, затвердженого постановою Кабінету Міністрів України від 27.08.2010 № 778 [Архівовано 19 листопада 2016 у Wayback Machine.] за відмінні успіхи в навчанні учні 2-8-х, 10-х (11-х) класів можуть нагороджуватися похвальним листом «За високі досягнення у навчанні», а випускники закладів III ступеня — похвальною грамотою «За особливі досягнення у вивченні окремих предметів».
Відповідно до п. 2.19 Положення про вечірню (змінну) школу, затвердженого наказом Міністерства освіти і науки України від 04.07.2005 № 397 (у редакції наказу Міністерства освіти і науки, молоді та спорту України від 21.09.2011 № 1093) [Архівовано 23 лютого 2017 у Wayback Machine.] учні вечірньої школи можуть нагороджуватися похвальним листом «За високі досягнення у навчанні» та похвальною грамотою «За особливі досягнення у вивченні окремих предметів» у встановленому законодавством порядку.
Відповідно до пункту 5.11 Положення про спеціальну загальноосвітню школу (школу-інтернат) для дітей, які потребують корекції фізичного та (або) розумового розвитку, затвердженого наказом Міністерства освіти і науки України від 15.09.2008 № 852 [Архівовано 22 лютого 2017 у Wayback Machine.] нагородження випускників спеціальної школи Похвальним листом і Похвальною грамотою здійснюється відповідно до законодавства.
Рішення про нагородження учнів приймається на спільному засіданні педагогічної ради та ради навчального закладу і затверджується наказом керівника навчального закладу.

## Законодавча база
- Закон України «Про загальну середню освіту» 13.05.1999 р. № 651-XIV (зі змінами і доповненнями), в редакції від 05.03.2017 [Архівовано 23 жовтня 2017 у Wayback Machine.]
- Перелік документів про загальну середню та професійно-технічну освіту державного зразка і додатків до них, затверджений постановою Кабінету Міністрів України від 22 липня 2015 р. № 645 (Редакція від 05.04.2017) [Архівовано 25 березня 2017 у Wayback Machine.]
- Положення про похвальний лист «За високі досягнення у навчанні» та похвальну грамоту «За особливі досягнення у вивченні окремих предметів», затверджене наказом Міністерства освіти і науки України від 11.12.2000 № 579 (у редакції наказу Міністерства освіти і науки України від 17.03.2008 № 187) [Архівовано 29 листопада 2016 у Wayback Machine.]
- Положення про загальноосвітній навчальний заклад, затвердженого постановою Кабінету Міністрів України від 27.08.2010 № 778 [Архівовано 19 листопада 2016 у Wayback Machine.]